# Ядерные реакторы поколения III

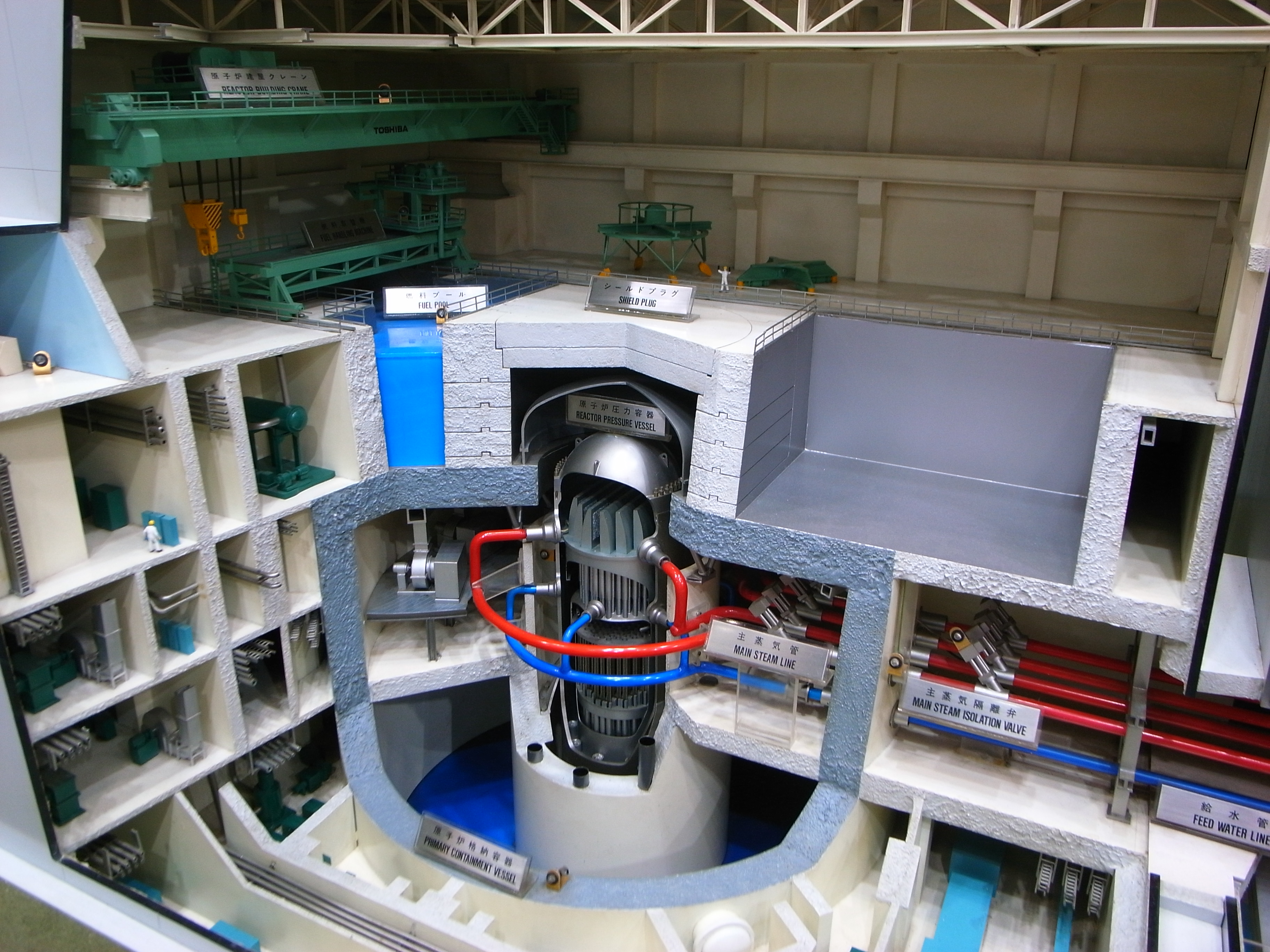
Модель Toshiba ABWR, ставшего в 1996 году первым действующим реактором поколения III

Реакторы поколения III — ядерные реакторы, появившиеся в результате эволюции реакторов поколения II. Характерными чертами этих реакторов являются более высокая топливная эффективность, улучшенный тепловой КПД, значительное усовершенствование системы безопасности (включая пассивную ядерную безопасность) и стандартизация конструкции для снижения капитальных затрат и затрат на техническое обслуживание. Первым реактором поколения III стал в 1996 году реактор энергоблока 6 на АЭС Касивадзаки, относящийся к типу улучшенных кипящих водяных реакторов.
В связи с длительным периодом застоя в строительстве новых реакторов и продолжающейся (но снижающейся) популярностью проектов поколения II/II+, в мире существует относительно немного реакторов третьего поколения. Конструкции поколения IV по состоянию на 2020 год все еще находятся в разработке.

## Обзор
Хотя различия между реакторами поколений II и III являются во многом условными, реакторы поколения III рассчитаны на более длительный срок эксплуатации (60 лет с возможностью продления до 100 лет и более) по сравнению с реакторами поколения II, которые рассчитаны на 40 лет эксплуатации с возможностью продления до 60.
Частота повреждений активной зоны этих реакторов составляет 60 случаев  для EPR и 3 случая ESBWR на 100 миллионов реакторо-лет по сравнению с 1000 для реактора BWR/4 поколения II.
Реактор EPR третьего поколения затрачивает примерно на 17% меньше урана на единицу произведенной электроэнергии, чем реакторы II поколения. Независимый анализ, проведенный ученым-экологом Барри Бруком относительно большей эффективности и, следовательно, более низких материальных потребностей реакторов поколения III, подтверждает этот вывод. 

## Реакция и критика

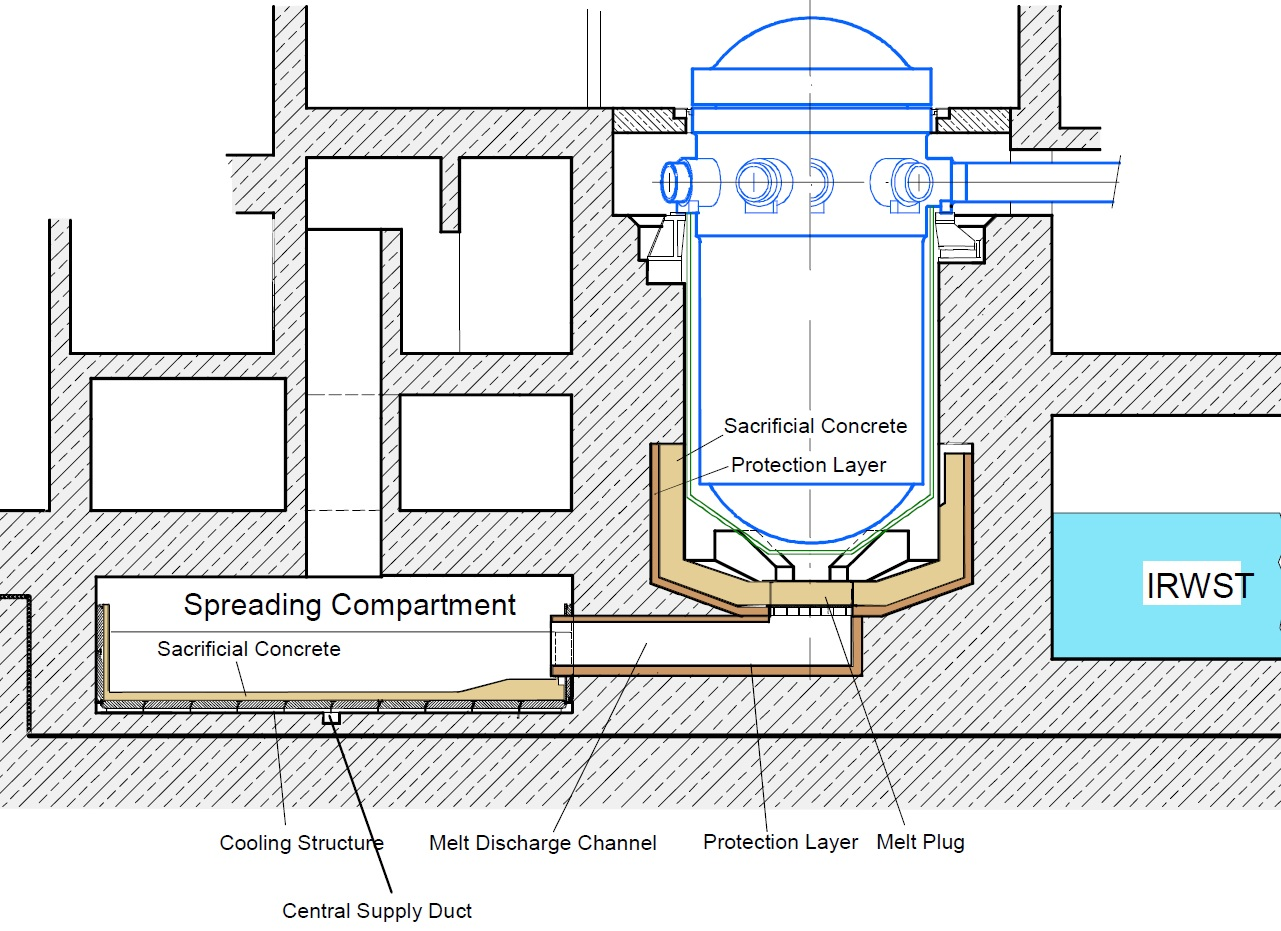
Ловушка расплава EPR предназначена для улавливания кориума в случае его расплавления

И сторонники, и некоторые из критиков ядерной энергетики согласны, что реакторы третьего поколения в целом более безопасны, чем старые реакторы. 
Эдвин Лайман, старший научный сотрудник Союза озабоченных ученых, поставил под сомнение конкретные решения по экономии затрат, принятые для двух реакторов поколения III, AP1000 и ESBWR. Лайман, Джон Ма (старший инженер-конструктор NRC) и Арнольд Гундерсен (консультант по вопросам ядерной безопасности) обеспокоены тем, что бетонный щит вокруг AP1000 не имеет достаточного запаса прочности в случае прямого удара самолета. Есть специалисты, придерживающиеся противоположного мнения, считая запас прочности защитной оболочки этого реактора удовлетворительным.
Союз обеспокоенных ученых в 2008 году назвал EPR единственной новой конструкцией реактора, рассматриваемой в Соединенных Штатах, которая «... кажется значительно более безопасной и более защищенной от атак, чем сегодняшние реакторы» :7.
Однако при постройке первых экземпляров реакторов III поколения выявились серьёзные технические проблемы, вызвавшие перерасход средств и затягивание сроков строительства, как, например, в случае с новыми реакторами, строящимися во Франции на АЭС Фламанвиль.

### Существующие и будущие реакторы
Первые реакторы поколения III были построены в Японии и относились к типу усовершенствованных реакторов с кипящей водой. В 2016 году на Нововоронежской АЭС II в России был введен в эксплуатацию реактор поколения III+ ВВЭР-1200/392М, который стал первым действующим реактором поколения III+. Несколько других реакторов поколения III+ находятся на поздней стадии строительства в Европе, Китае, Индии и США. Следующим запущенным в эксплуатацию реактором поколения III+ стал реактор Westinghouse AP1000 на АЭС Саньмэнь в Китае, который планировался к сдаче в 2015 году, однако был завершен и достиг критичности 21 июня 2018 г. и введен в промышленную эксплуатацию 21 сентября 2018 г. 
В США конструкции реакторов сертифицированы Комиссией по ядерному регулированию (NRC). На октябрь 2010 года  Комиссия одобрила пять проектов и рассматривает еще пять.

## Реакторы поколения III

### Реакторы поколения III, строящиеся и эксплуатируемые
| Разработчики                       | Название              | Тип | МВт эл. (Нетто) | МВт эл. (Брутто) | МВт т | Заметки |
| ---------------------------------- | --------------------- | --- | --------------- | ---------------- | ----- | --- |
| General Electric, Toshiba, Hitachi | ABWR; US-ABWR         | BWR | 1350            | 1420             | 3926  | На АЭС Каcивадзаки с 1996 года. Сертифицирован NRC в 1997 году |
| KEPCO                              | APR-1400              | PWR | 1383            | 1455             | 3983  | На АЭС Кори с января 2016 года. |
| CGNPG                              | ACPR-1000             | PWR | 1061            | 1119             | 2905  | Улучшенная версия CPR-1000. Первый реактор на АЭС Янцзян-5 должен быть запущен в 2018 году. |
| CGNPG, CNNC                        | Hualong One (HPR1000) | PWR | 1090            | 1170             | 3050  | HPR1000 является собственной китайской разработкой. Частично это слияние китайских проектов ACPR-1000 и ACP-1000, но, в конечном итоге, это постепенное усовершенствование предшествующих проектов CNP-1000 и CP-1000. Первоначально предполагалось, что он будет называться «ACC-1000», но в конечном итоге получил название «Hualong One» или «HPR1000». Блоки 5–6 АЭС Фуцин введённые в строй в 2021 году стали первыми, в которых стал использоваться реактор HPR1000. |
| ОКБ «Гидропресс»                   | ВВЭР- 1000/428        | PWR | 990             | 1060             | 3000  | Первая версия проекта AES-91, разработанная и использовавшаяся для блоков 1 и 2 Тяньвань, была запущена в 2007 году. |
| ОКБ «Гидропресс»                   | ВВЭР- 1000 / 428М     | PWR | 1050            | 1126             | 3000  | Другая версия конструкции AES-91, также разработанная и используемая для Тяньвань (на этот раз для блоков 3 и 4, которые были запущены в 2017 и 2018 годах соответственно). |
| ОКБ «Гидропресс»                   | ВВЭР -1000/412        | PWR | 917             | 1000             | 3000  | Первый построенный проект АЭС-92, использованный для Куданкулама. |

### Проекты поколения III, не принятые и не построенные
| Разработчик               | Название реактора            | Тип  | Электрическая мощность (нетто), МВт | Электрическая мощность (брутто), МВт | Тепловая мощность, МВт | Примечание |
| ------------------------- | ---------------------------- | ---- | ----------------------------------- | ------------------------------------ | ---------------------- | --- |
| General Electric, Hitachi | ABWR-II                      | BWR  | 1638                                | 1717                                 | 4960                   | Улучшенная версия ABWR. Неопределенный статус развития. |
| Mitsubishi                | APWR; US-APWR; EU-APWR;APWR+ | PWR  | 1600                                | 1700                                 | 4451                   | Два блока, запланированные на Цуруге, отменены в 2011 году. Лицензирование NRC США двух блоков, запланированных на Comanche Peak, было приостановлено в 2013 году. Оригинальный APWR и обновленный US-APWR / EU-APWR (также известный как APWR +) значительно отличаются по своим конструктивным характеристикам, при этом APWR + имеет более высокий КПД и электрическую мощность.                                                                                                |
| Westinghouse              | AP600                        | PWR  | 600                                 | 619                                  | ?                      | Сертифицирован NRC в 1999 году. Развивается в более крупную конструкцию AP1000. |
| Combustion Engineering    | System 80+                   | PWR  | 1350                                | 1400                                 | ?                      | Сертифицирован NRC в 1997 году. На базе корейского АПР-1400 . |
| ОКБ «Гидропресс»          | ВВЭР-1000/466 (Б)            | PWR  | 1011                                | 1060                                 | 3000                   | Это был первый разработанный проект AES-92, первоначально предназначавшийся для строительства на предлагаемой АЭС Белене, но позже строительство было остановлено. |
| Candu Energy Inc.         | EC6                          | PHWR | ?                                   | 750                                  | 2084                   | EC6 (Enhanced CANDU 6) - это эволюционная модернизация предыдущих разработок CANDU. Как и другие конструкции CANDU, он может использовать в качестве топлива необогащенный природный уран. |
| Candu Energy Inc.         | AFCR                         | PHWR | ?                                   | 740                                  | 2084                   | Реактор CANDU с усовершенствованным топливом представляет собой модифицированную конструкцию EC6, которая была оптимизирована для обеспечения максимальной топливной гибкости и способности обрабатывать многочисленные потенциально переработанные топливные смеси и даже торий. В настоящее время он находится на поздней стадии разработки в рамках совместного предприятия SNC-Lavalin, CNNC и Shanghai Electric .                                                             |
| Разные (см. МКЭР ст. )    | MKER                         | BWR  | 1000                                | ?                                    | 2085                   | А Развитие ядерного энергетического реактора РБМК. Исправлены все ошибки и недостатки конструкции реактора РБМК, а также добавлено здание полной защитной оболочки и функции пассивной ядерной безопасности, такие как система пассивного охлаждения активной зоны. Физический прототип МКЭР-1000 - 5-й блок Курской АЭС . Строительство Курска-5 было отменено в 2012 году, а с 2018 года строится ВВЭР-ТОИ, строительство которого продолжается с 2018 года. (см. Статью о РБМК) |

## Реакторы поколения III+

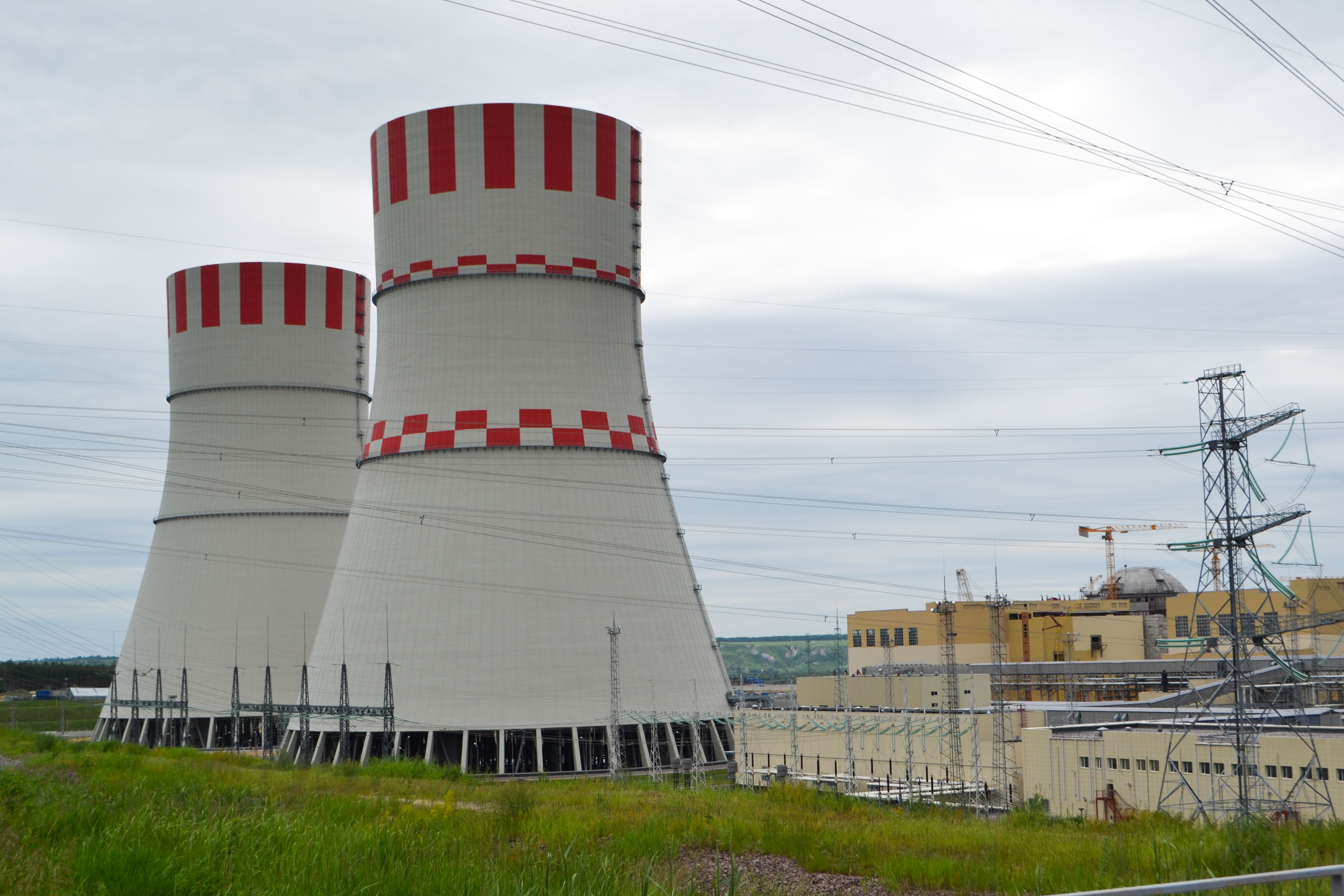
Нововоронежская АЭС-2 с первым в мире ядерным реактором поколения III+

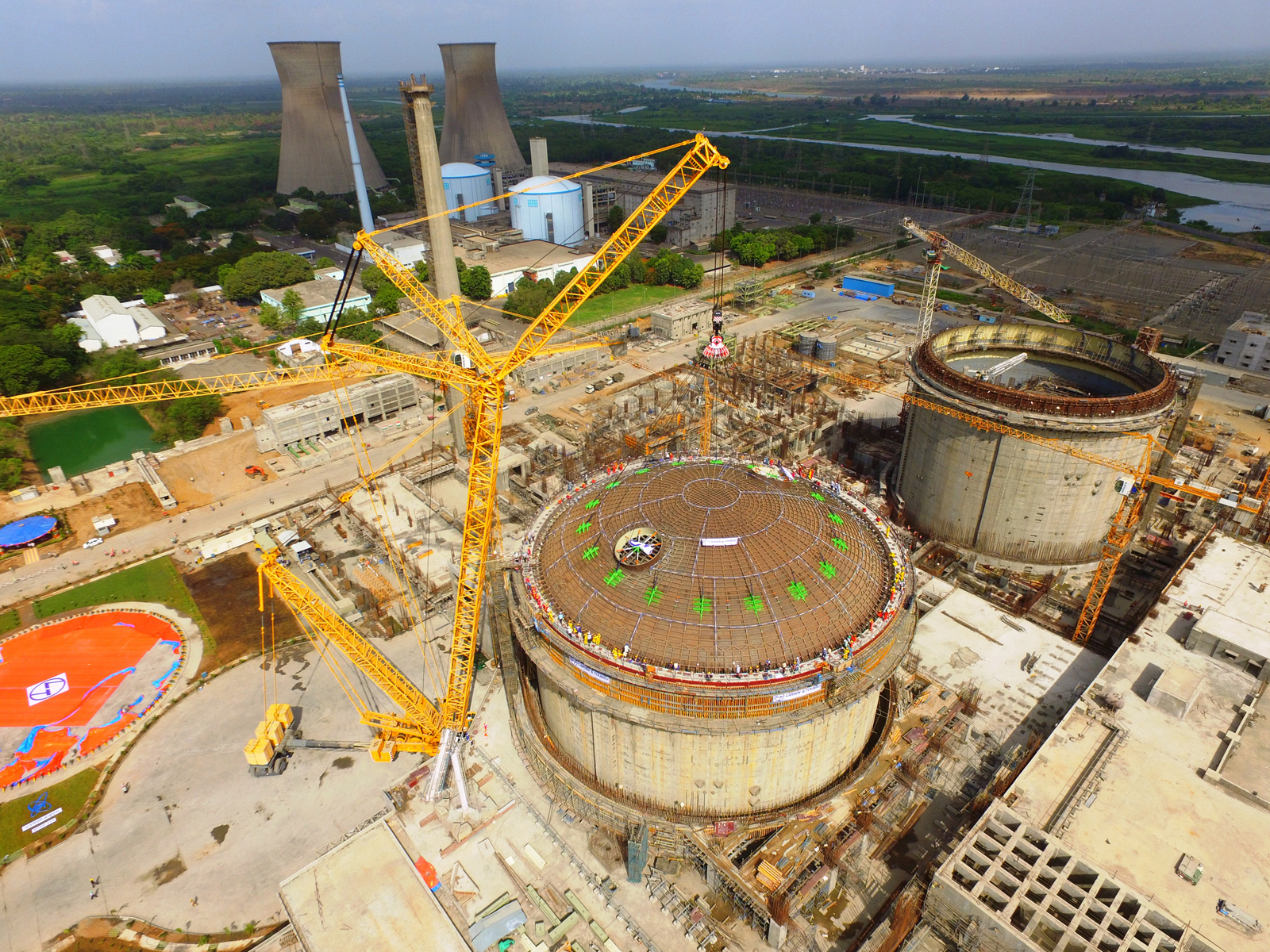
Строящиеся блоки 3 и 4 АЭС Какрапар, первые реакторы поколения III+ в Индии

Конструкции реакторов поколения III+ представляют собой эволюционное развитие реакторов поколения III, предлагающие повышение безопасности по сравнению с конструкциями реакторов поколения III. Производители начали разработку систем поколения III+ в 1990-х годах, опираясь на опыт эксплуатации легководных реакторов в США, Японии и Западной Европе. 
Атомная промышленность начала подготовку к «ядерному ренессансу», стремясь в проектах поколения III+ решить три ключевые проблемы: безопасность, снижение стоимости и новые технологии сборки. Прогнозируемые затраты на строительство составляли 1 долл. США на ватт электрической мощности, а время строительства оценивалось в четыре года или меньше. Однако эти оценки оказались излишне оптимистичными. 
Заметным улучшением систем поколения III + по сравнению с конструкциями второго поколения является включение в некоторые конструкции пассивной безопасности, которые не требуют активных элементов управления или вмешательства оператора, а вместо этого полагаются на гравитацию или естественную конвекцию для смягчения воздействия экстремальных событий. 
Дополнительные функции безопасности были внесены в конструкцию под влиянием катастрофы, произошедшей на АЭС Фукусима в 2011 году. В конструкциях поколения III+ пассивная безопасность не требует действий оператора или функционирования электронных устройств, благодаря чему может работать в условиях эвакуации персонала и отключения электричества. Многие из ядерных реакторов поколения III+ имеют ловушку расплава. Если оболочки твэлов и корпус реактора, а также связанные с ними трубопроводы расплавятся, кориум упадет в уловитель активной зоны, который удерживает расплавленный материал и имеет возможность его охлаждать. Это, в свою очередь, защищает последний барьер — герметичную оболочку. Первая в мире ловушка расплава массой 200 тонн была установлена Росатомом на реакторе ВВЭР АЭС Руппур-1 в Бангладеш. В 2017 году Росатом начал промышленную эксплуатацию реактора ВВЭР-1200 энергоблока 1 Нововоронежской АЭС-2, что стало первым в мире запуском реактора поколения III+.

### Реакторы поколения III+, строящиеся и эксплуатируемые
| Разработчик           | Название реактора | Тип  | Электрическая мощность (нетто), МВт | Электрическая мощность (брутто), МВт | Тепловая мощность, МВт | Первое включение                  | Примечание |
| --------------------- | ----------------- | ---- | ----------------------------------- | ------------------------------------ | ---------------------- | --------------------------------- | --- |
| Westinghouse, Toshiba | AP1000            | PWR  | 1117                                | 1250                                 | 3400                   | 30.06.2018 АЭС Саньмэнь           | Сертифицировано NRC в декабре 2005 г. |
| SNPTC, Westinghouse   | CAP1400           | PWR  | 1400                                | 1500                                 | 4058                   |                                   | Совместная американо-китайская разработка, локализованная конструкция на основе AP1000. Соглашение о совместной разработке Westinghouse дает Китаю права интеллектуальной собственности на все совместно разрабатываемые электростанции электрической мощностью более 1350 МВт. Первые два блока в настоящее время строятся в АЭС Шидаовань. Планируется, что за CAP1400 последуют модели CAP1700 и/или CAP2100, если удастся масштабировать системы охлаждения. |
| Areva                 | EPR               | PWR  | 1660                                | 1750                                 | 4590                   | 29.06.2018 АЭС Тайшань            | |
| ОКБ «Гидропресс»      | ВВЭР-1200/392М    | PWR  | 1114                                | 1180                                 | 3200                   | 2016-08-05 Нововоронежская АЭС II | Известен также как АЭС-2006/МИР-1200. Прототип, использованный для проекта ВВЭР-ТОИ. |
| ОКБ «Гидропресс»      | ВВЭР-1200/491     | PWR  | 1085                                | 1199                                 | 3200                   | 2018-03-09 Ленинградская АЭС II   | |
| ОКБ «Гидропресс»      | ВВЭР-1200/509     | PWR  | 1114                                | 1200                                 | 3200                   |                                   | АЭС «Аккую» I. |
| ОКБ «Гидропресс»      | ВВЭР-1300/510     | PWR  | 1115                                | 1255                                 | 3300                   |                                   | Проект ВВЭР-1300 также известен как проект АЭС-2010 и иногда ошибочно обозначается как проект ВВЭР-ТОИ[кем?]. ВВЭР-1300/510 основан на ВВЭР-1200/392М, который изначально использовался в качестве прототипа проекта для проекта ВВЭР-ТОИ. В настоящее время[когда?] планируется строительство нескольких энергоблоков на российских атомных станциях. Строятся первые блоки Курской АЭС .                                                                       |
| ОКБ «Гидропресс»      | ВВЭР-1200/513     | PWR  | ?                                   | 1200                                 | 3200                   |                                   | Вариант ВВЭР-1200, частично основанный на проекте ВВЭР-1300/510 (который является прототипом для проекта ВВЭР-ТОИ). Ожидается, что первая установка будет завершена к 2022 году на АЭС «Аккую». |
| ОКБ «Гидропресс»      | ВВЭР-1200/523     | PWR  | 1080                                | 1200                                 | 3200                   |                                   | АЭС Руппур в Бангладеш находится в стадии строительства. Два энергоблока ВВЭР-1200/523 планируется ввести в эксплуатацию в 2023 и 2024 годах. |
| BARC (Индия)          | IPHWR-700         | PHWR | 630                                 | 700                                  | 2166                   | 2021 г.                           | Преемник отечественного PHWR мощностью 540 МВт с увеличенной мощностью и дополнительными функциями безопасности. Строится и должен быть сдан в эксплуатацию в 2020 году. Энергоблок № 3 АЭС Какрапар впервые набрал критическую мощность 22 июля 2020 года, подключен к сети 10 января 2020 года. |

### Проекты поколения III+, не принятые и не построенные
| Разработчик                | Название реактора | Тип  | Электрическая мощность (нетто), МВт | Электрическая мощность (брутто), МВт | Тепловая мощность, МВт | Примечания |
| -------------------------- | ----------------- | ---- | ----------------------------------- | ------------------------------------ | ---------------------- | --- |
| Toshiba                    | ЕС-ABWR           | BWR  | ?                                   | 1600                                 | 4300                   | Обновленная версия ABWR, разработана в соответствии с директивами ЕС, увеличена мощность реактора, конструкция улучшена до уровня III+. |
| Areva                      | Керена            | BWR  | 1250                                | 1290                                 | 3370                   | Ранее известен как SWR-1000. Основан на немецких проектах BWR, в основном на проектах АЭС Гундремминген B/C. Разработан совместно Areva и E.ON. |
| General Electric, Hitachi  | ESBWR             | BWR  | 1520                                | 1600                                 | 4500                   | На основе еще не выпущенной конструкции SBWR, которая, в свою очередь, была основана на ABWR. Считается, что проект разрабатывался для АЭС Норт Анна-3 (СЩА). Полностью отказывается от использования рециркуляционных насосов в пользу естественной циркуляции, что очень необычно для конструкции реактора с кипящей водой. |
| KEPCO                      | APR +             | PWR  | 1505                                | 1560                                 | 4290                   | Преемник АПР-1400 с увеличенной мощностью и дополнительными функциями безопасности. |
| Areva, Mitsubishi          | ATMEA1            | PWR  | 1150                                | ?                                    | 3150                   | Предлагался для планируемой АЭС Синоп (Турция) |
| ОКБ «Гидропресс»           | ВВЭР-600/498      | PWR  | ?                                   | 600                                  | 1600                   | Уменьшенный вариант ВВЭР-1200. Коммерческое развертывание планируется к 2030 году на Кольской АЭС. |
| Candu Energy Inc. (Канада) | ACR-1000          | PHWR | 1085                                | 1165                                 | 3200                   | Усовершенствованный реактор CANDU с традиционным тяжеловодным замедлителем, но легководным хладагентом. Это значительно снижает затраты на тяжелую воду, но реактор теряет характерную способность CANDU использовать в качестве топлива необогащённый природный уран.                                                        |